# 村井貞成
村井 貞成（むらい さだなり、生年不詳 - 天正10年6月2日（1582年6月21日））は、安土桃山時代の武将。通称は作右衛門尉。別名は貞盛（さだもり）とも。

## 生涯
織田政権下の京都所司代であった村井貞勝（春長軒）の長男。父と同じく信長に仕え、その馬廻となる。
永禄12年（1569年）の伊勢国大河内城攻めに従軍しており、信長時代中期からの家臣であったことがうかがえる。父の貞勝が京都所司代になってからはその補佐を務めているが、一族の村井清三と対立し、天正6年（1578年）末には追放するに至っている。
天正9年（1581年）に行なわれた京都御馬揃えにも、織田氏の重臣として出席している。この年に父が出家したため、家督を継いだ。
天正10年（1582年）6月2日、明智光秀による本能寺の変が起きると、父や弟の清次らと共に妙覚寺にいた織田信忠のもとに駆けつけて信長の死を知らせ、信忠と共に二条新御所に籠城して明智軍と戦い、討ち死にした。